# Frota Doméstica
A Frota Doméstica (em inglês: Home Fleet) foi uma frota da Marinha Real Britânica que operou principalmente no mar territorial do Reino Unido em diferentes intervalos entre 1902 e 1967.
A frota foi estabelecida em outubro de 1902 e era inicialmente composta por quatro navios de guarda portuária, porém ela foi desfeita logo em dezembro de 1904, quando se tornou a nova Frota do Canal. A Frota Doméstica foi reestabelecida em 1907, desta vez em quatro divisões como o comando unificado da Marinha Real em mares britânicos. Ela desfeita novamente em agosto de 1914, logo depois do início da Primeira Guerra Mundial, quando se tornou a Grande Frota.
A Frota Doméstica ressurgiu em março de 1932 como o novo nome da Frota do Atlântico depois do Motim de Invergordon. Ela foi a principal força da Marinha Real na Europa durante a Segunda Guerra Mundial, atuando principalmente na Batalha do Atlântico. Depois da guerra, a Frota Doméstica ficou cuidando principalmente do Atlântico Norte contra possíveis ameaças da União Soviética até 1967, quando foi fundida com a Frota do Mediterrâneo para formar a Frota Ocidental.